# O Tempo Reencontrado
Le Temps retrouvé (prt/bra: O Tempo Reencontrado) é um filme franco-ítalo-português de 1999, do género drama, realizado por Raúl Ruiz, com argumento de  Gilles Taurand e do próprio Raúl baseado na obra Em Busca do Tempo Perdido, de Marcel Proust.

## Sinopse
O filme começa com Marcel (Marcello Mazzarella) na sua cama de morte no pequeno apartamento parisiense e buscando material para acabar seu sétimo volume. Através de fotografias antigas vão surgindo as memórias do homem e aparecendo personagens que passaram por sua vida, como a escandalosa Odette (Catherine Deneuve) e sua filha Gilberte (Emmanuelle Béart), que casou com o melhor amigo de Marcel, o bissexual Loup (Pascal Gregory).

## Elenco principal
- Catherine Deneuve... Odette de Crecy
- Emmanuelle Béart... Gilberte
- Vincent Perez... Morel
- John Malkovich (com a voz de Daniel Beretta)... o barão de Charlus
- Pascal Greggory... Saint-Loup
- Marcello Mazzarella (com a voz de Patrice Chéreau)... Marcel Proust
- Marie-France Pisier... Madame Verdurin
- Chiara Mastroianni... Albertine
- Arielle Dombasle... Madame de Farcy
- Édith Scob... Oriane de Guermantes
- Elsa Zylberstein... Rachel
- Christian Vadim... Bloch
- Dominique Labourier... Madame Cottard
- Philippe Morier-Genoud... Monsieur Cottard